# Музей современного искусства (Любляна)
Музей современного искусства в квартале Метелкова (словен. Muzej sodobne umetnosti Metelkova, MSUM; англ. Museum of Contemporary Art Metelkova) — художественная галерея в словенской Лю́бляне, созданная в ноябре 2011 года. Расположилась в «музейном квартале» города в бывших казарменных помещениях на улице Метелкова. Музейный центр включает в себя также Словенский этнографический музей и Национальный музей Словении.

## История и описание
История Музея современного искусства в квартале Метелкова началась с основания в Любляне Галереи современного искусства (Moderna Galerija). Инициатива по созданию национального музея и выставочной площадки, посвященной современному искусству — независимой от Национальной галереи — принадлежала искусствоведу и критику Изидору Канкару, озвучившему её в 1930-х годах. Строительство финансировалось из наследства промышленника Драготина Хрибара.
Новое здание для музея было спроектировано в 1930-х годах словенским архитектором Эдвардом Равникаром (1907—1993). Проект был создан после «тщательного рассмотрения» потребностей и функций музейного здания для современного искусства. Равникар задумал «нейтральное» здание в рамках концепции «белый куб», в котором выставочные пространства были бы равны. В то время как центральный зал являлся единственным помещением, из которого был доступ к другим комнатам, остальные залы позволяли независимо размещать в них различные временные выставки и постоянные коллекции экспонатов. Архитектурные решения принимались под заметным влияние Йоже Плечника, учителя Равникара, что особенно заметно по фасаду и окнам. Рациональные и функциональные элементы всего проекта имели свои корни в архитектуре модернизма, свойственной проектам Ле Корбюзье, под руководством которого Равникар работал в течение недолгого времени в 1939 году.
Строительные работы были почти завершены к 1941 году и остановлены в самом начале войны. Незаконченное здание служило военным складом вплоть до 1945 года. Работы были возобновлены после окончания войны. «Moderna galerija» была официально учреждена постановлением правительства Народной Республики Словения от 30 декабря 1947 года. Постановление формально вступило в силу 3 января 1948 года. Первым директором галереи стал художник Годжмир Антон Кос, занимавший данный пост с 1948 по 1949 год. Его сменил Карела Добида, возглавлявший галерею до 1957 года. Фактическим руководителем музея с момента создания был Зоран Кржишник — он формально занял пост директора в 1957 году и возглавлял галерею вплоть до 1986 года. Затем, с 1986 по 1992 год, директором являлся Юре Микуж, на смену которому в 1992 году пришёл Зденка Бадовинац.
Активная выставочная деятельность началась в галерее сразу после её основания. В 1951 году открылась первая постоянная выставка, представляющая посетителям словенское искусство — от импрессионизма вплоть до 1950 года. Постепенно «Moderna galerija» стала известна своей выставочной деятельностью — целый ряд её проектов оказал заметное влияние на развитие словенского искусства. В частности, в залах галереи прошла выставка словенского импрессионизма (1949), выставка произведений Рико Дебеняка и Стейна Крегара (абстрактное искусство, 1953), выставка Генри Мура (1955), групповые выставки авангарда (1968, 1969). В 1979 году здесь состоялась важная историческая выставка словенского искусства с 1945 по 1978 год.
В социалистические времена вся концепция галереи «не совсем подходила» к доминирующей — то есть западно-европейской и американской — парадигме для музея современного искусства. Галерея в Любляне пыталась следовать примеру западных коллег «в рамках своих возможностей». Хотя галерея следовала канонам модернизма с точки зрения архитектуры и моделей представления искусства, она всё же использовала их в качестве «средства уклонения» от идеологического давления. Последующие исследователи отмечали, что именно формализм модернизма с его яркой нейтральностью и отсутствием интереса к текущим социальным проблемам в конечном итоге стал вполне подходящим художественным стилем для властей того времени, не вызывая явного отторжения и не приводя к открытым конфликтам.
Вплоть до периода распада бывшей Югославии, галерея систематически занималась коллекционированием произведений словенских художников. Её выставочная политика также была направлена в первую очередь на представление «словенской художественной продукции». Исключением стала Международная биеннале графики, проходившая в 1955 году. В 1985 году его организация была передана Международному центру графического искусства, который в то время стал независимым культурным учреждением страны.
После обретения Словенией независимости в 1991 году, галерея в Любляне стала основным национальным институтом по актуальному и современному искусству. Её руководство всё более активно налаживало связи с международными институтами в Центральной и Восточной Европе. Одним из результатов этой деятельности стала международная коллекция «Arteast 2000», созданная в 2000 году.
В связи с масштабным капитальным ремонтом здания, галерея была закрыта в 2007 году. Обновление здания проводилось по проекту архитектурной фирмы «Bevk Perović arhitekti», ставшему победителем в открытом тендере. Ремонтные работы были завершены к осени 2009 года. Здание, являющееся памятником архитектуры, сохранило все свои ключевые особенности — серьезные изменения произошли только в его подвале, в котором разместились современные складские помещения и фотостудия. Тут же появились и два новых пространства для посетителей — зрительный зал и кафе.
Из-за нехватки площадей руководство галереи ещё в 1995 году обратилось в министерство культуры Республики Словения с просьбой предоставить еще одно здание: интерес музейных работников вызвало одно из строений, располагавшееся в казармах бывшей югославской народной армии на улице Метелькова. В 2000 году, еще до реконструкции основного корпуса, там была представлена коллекция «Arteast 2000».
Здание, в котором расположен Музей современного искусства Метелькова (MSUM), являлось частью бывшего масштабного военного казарменного комплекса, который первоначально был построен ещё для австро-венгерской армии. Он использовался югославской народной армией после Второй мировой войны. В 1991 году, после того как югославская народная армия покинула Словению, государство выделило южную часть комплекса для музейной деятельности. В северной части разместились художники и активисты, которые в 1993 году основали Городской автономный культурный центр Метелкова. Министерство культуры обозначило южную часть как «музейный квартал», отремонтировав сначала здание для Словенского этнографического музея, затем — здание для Национального музея Словении и, наконец, здание для «Moderna galerija», задуманное как пространство для представления современного искусства. Ремонт казарм и дизайн музейного квартала в целом являлся проектом архитектурного бюро «Groleger arhitekti».
Музей современного искусства в квартале Метелькова был открыт в конце ноября 2011 года. Сегодня галерея и музей являются формально единой организацией, но ведут разную выставочную политику. Старый корпус в большей мере специализируется на словенском модернизме, в то время как в новых помещениях проходит больше событий, связанных с международным постмодернизмом. Так в период с ноября 2018 по февраль 2019 года в залах музея проходила временная групповая выставка «Sites of Sustainability. Pavilions, Manifestos, and Crypts», которая в основном состояла из работ восточноевропейских художников-авангардистов — как из коллекции «Arteast 2000», так и из собраний других национальных музеев и частных коллекций из Словении, Хорватии, Германии, Сербии и Польши.